# Pjesma Eurovizije 1959.
Eurovizija 1959. je bila 4. Eurovizija održana 11. ožujka 1959. godine u Palais Des Festivalsu, Cannes, Francuska, nakon pobjede Francuske prethodne godine. Uvedeno je novo pravilo po kojem u nacionalnom žiriju ne smiju biti stručni skladatelji i tekstopisci.
Nizozemska je pobijedila drugi put, te je postala prva zemlja s dvjema pobjedama. Prvu pobjedu ostvarila je Corry Brokken s pjesmom "Net als toen". Nizozemsku je predstavljala Teddy Scholten s pjesmom "Een beetje" i osvojila 21 bod. Na drugom mjestu završilo je Ujedinjeno Kraljevstvo, koje su predstavljali Pearl Carr & Teddy Johnson s pjesmom "Sing, Little Birdie".

## Rezultati
| Broj | Zemlja                 | Jezik      | Pjevač                     | Pjesma                                | Pozicija | Bodovi |
| ---- | ---------------------- | ---------- | -------------------------- | ------------------------------------- | -------- | ------ |
| 01   | Francuska              | francuski  | Jean Philippe              | "Oui, oui, oui, oui"                  | 3        | 15     |
| 02   | Danska                 | danski     | Birthe Wilke               | "Uh, jeg ville ønske jeg var dig"     | 5        | 12     |
| 03   | Italija                | talijanski | Domenico Modugno           | "Piove (Ciao, ciao bambina)"          | 6        | 9      |
| 04   | Monako                 | francuski  | Jacques Pills              | "Mon ami Pierrot"                     | 11       | 1      |
| 05   | Nizozemska             | nizozemski | Teddy Scholten             | "Een beetje"                          | 1        | 21     |
| 06   | Njemačka               | njemački   | Alice & Ellen Kessler      | "Heute Abend wollen wir tanzen geh'n" | 8        | 5      |
| 07   | Švedska                | švedski    | Brita Borg                 | "Augustin"                            | 9        | 4      |
| 08   | Švicarska              | njemački   | Christa Williams           | "Irgendwoher"                         | 4        | 14     |
| 09   | Austrija               | njemački   | Ferry Graf                 | "Der K und K Kalypso aus Wien"        | 9        | 4      |
| 10   | Ujedinjeno Kraljevstvo | engleski   | Pearl Carr & Teddy Johnson | "Sing, Little Birdie"                 | 2        | 16     |
| 11   | Belgija                | nizozemski | Bob Benny                  | "Hou toch van mij"                    | 6        | 9      |

| Pjesma Eurovizije | Pjesma Eurovizije |
| --- | ----------------- |
| |                   |
| 01956. • 1957. • 1958. • 1959. • 1960. 1961. • 1962. • 1963. • 1964. • 1965. • 1966. • 1967. • 1968. • 1969. • 1970. 1971. • 1972. • 1973. • 1974. • 1975. • 1976. • 1977. • 1978. • 1979. • 1980. 1981. • 1982. • 1983. • 1984. • 1985. • 1986. • 1987. • 1988. • 1989. • 1990. 1991. • 1992. • 1993. • 1994. • 1995. • 1996. • 1997. • 1998. • 1999. • 2000. 2001. • 2002. • 2003. • 2004. • 2005. • 2006. • 2007. • 2008. • 2009. • 2010. 2011. • 2012. • 2013. • 2014. • 2015. • 2016. • 2017. • 2018. • 2019. • 2020. 2021. • 2022. • 2023. • 2024. • 2025. |                   |

| Pjesma Eurovizije | Pjesma Eurovizije |
| --- | ----------------- |
| |                   |
| 01956. • 1957. • 1958. • 1959. • 1960. 1961. • 1962. • 1963. • 1964. • 1965. • 1966. • 1967. • 1968. • 1969. • 1970. 1971. • 1972. • 1973. • 1974. • 1975. • 1976. • 1977. • 1978. • 1979. • 1980. 1981. • 1982. • 1983. • 1984. • 1985. • 1986. • 1987. • 1988. • 1989. • 1990. 1991. • 1992. • 1993. • 1994. • 1995. • 1996. • 1997. • 1998. • 1999. • 2000. 2001. • 2002. • 2003. • 2004. • 2005. • 2006. • 2007. • 2008. • 2009. • 2010. 2011. • 2012. • 2013. • 2014. • 2015. • 2016. • 2017. • 2018. • 2019. • 2020. 2021. • 2022. • 2023. • 2024. • 2025. |                   |